# Холодне (Новосибірська область)
Холодне (рос. Холодное) — присілок у Сузунському районі Новосибірської області Російської Федерації.
Входить до складу муніципального утворення Шипуновська сільрада. Населення становить 417 осіб (2010).

## Історія
Згідно із законом від 2 червня 2004 року органом місцевого самоврядування є Шипуновська сільрада.

## Населення
| 2002 | 2007 | 2010 |
| ---- | ---- | ---- |
| 417  | ↗451 | ↘417 |